# Katedralen i Jakarta
Katedralen i Jakarta (Indonesiska: Gereja Katedral Jakarta) är en romersk-katolsk katedral som ligger nära Merdekatorget i centrala Jakarta. Strax väster om katedralen finns Istiqlalmoskén. Katedralen är säte för den romersk-katolska ärkebiskopen i Jakarta.

## Kyrkobyggnaden
En tidigare kyrka på platsen uppfördes 1829 men kollapsade 1890. Nuvarande kyrka uppfördes åren 1891-1901 och består av ett långhus med två torn i väster och kor i öster. Vid byggnadens östra del sträcker sig korsarmar ut åt norr och söder. Kyrkan har tre tornspiror av smidesjärn. De båda tornen kröns med varsin spira medan tredje spiran finns där kyrkans korsarmar möts.
I kyrkorummet finns tre altaren. Till vänster finns Jungfru Marias altare som färdigställdes 1915 och till höger finns Sankt Josefs altare som färdigställdes 1922. Centrala altaret, tabernaklet och guldkorset kom på plats 1956 och sägs vara tillverkade i Nederländerna.
Utmed kyrkans väggar finns olika stationer för korsvägsandakt där man stannar till och begrundar Jesu lidanden fram till hans korsfästelse och uppståndelse.

## Inventarier
På södra sidan finns en Pietàstaty som föreställer Jesu mor Maria som håller Jesus i sina knän efter att han har tagits ned från korset.
Framför södra korsarmen finns en upphöjd predikstol med ett ljudtak vars utseende påminner om ett musselskal.

## Bildgalleri

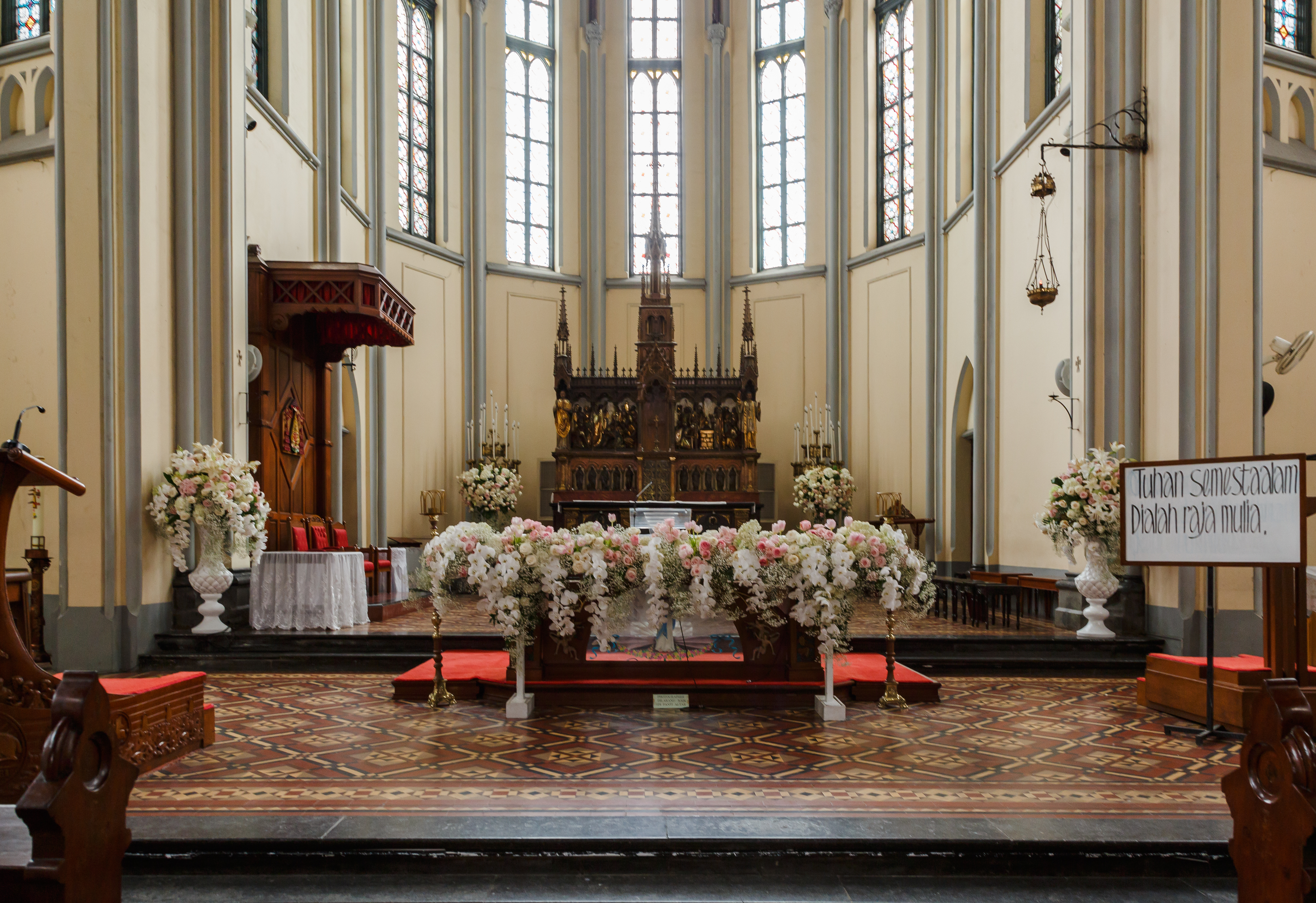
Kor och altare.
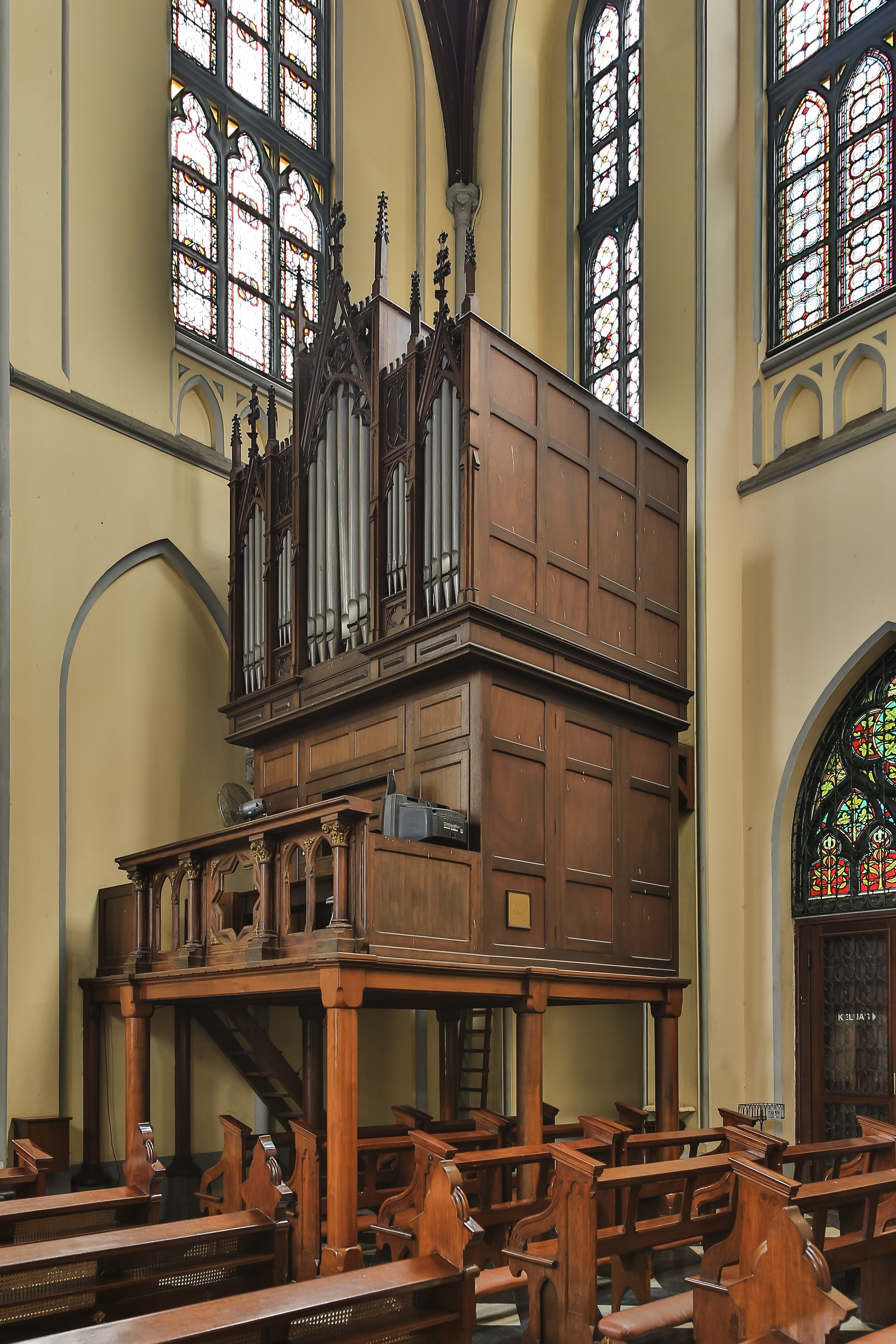
Orgel.
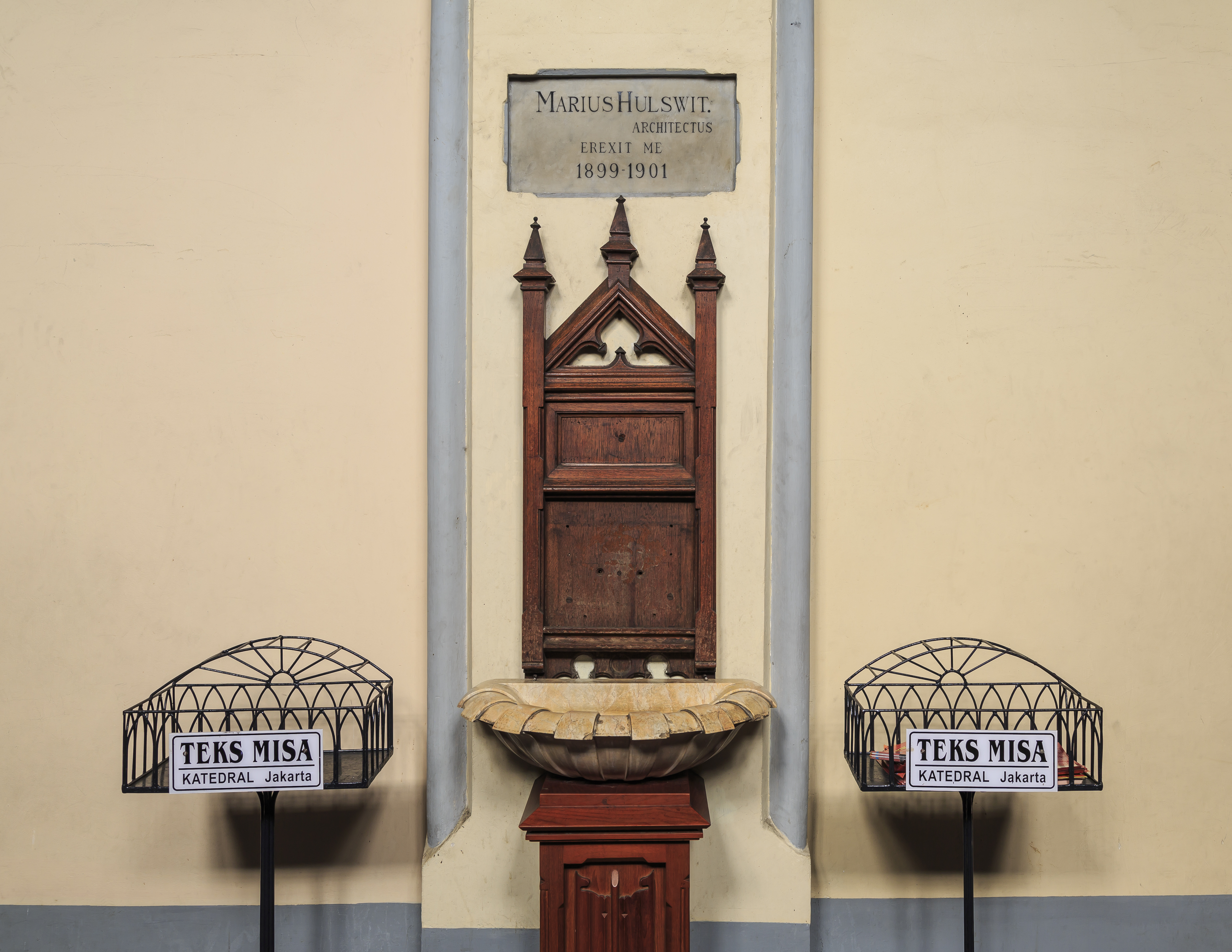
Vigvattensskål vid ingången.
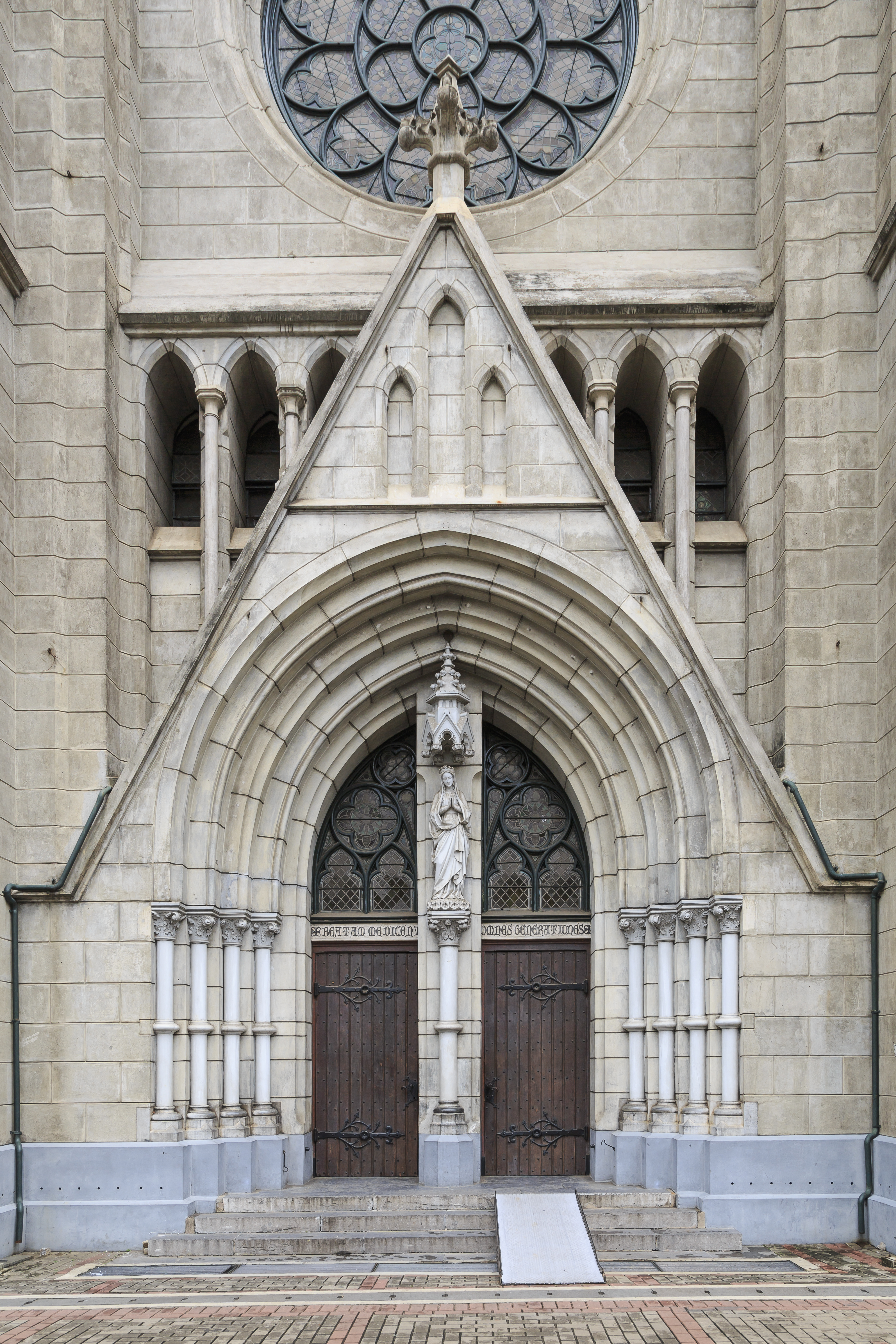
Huvudentré.
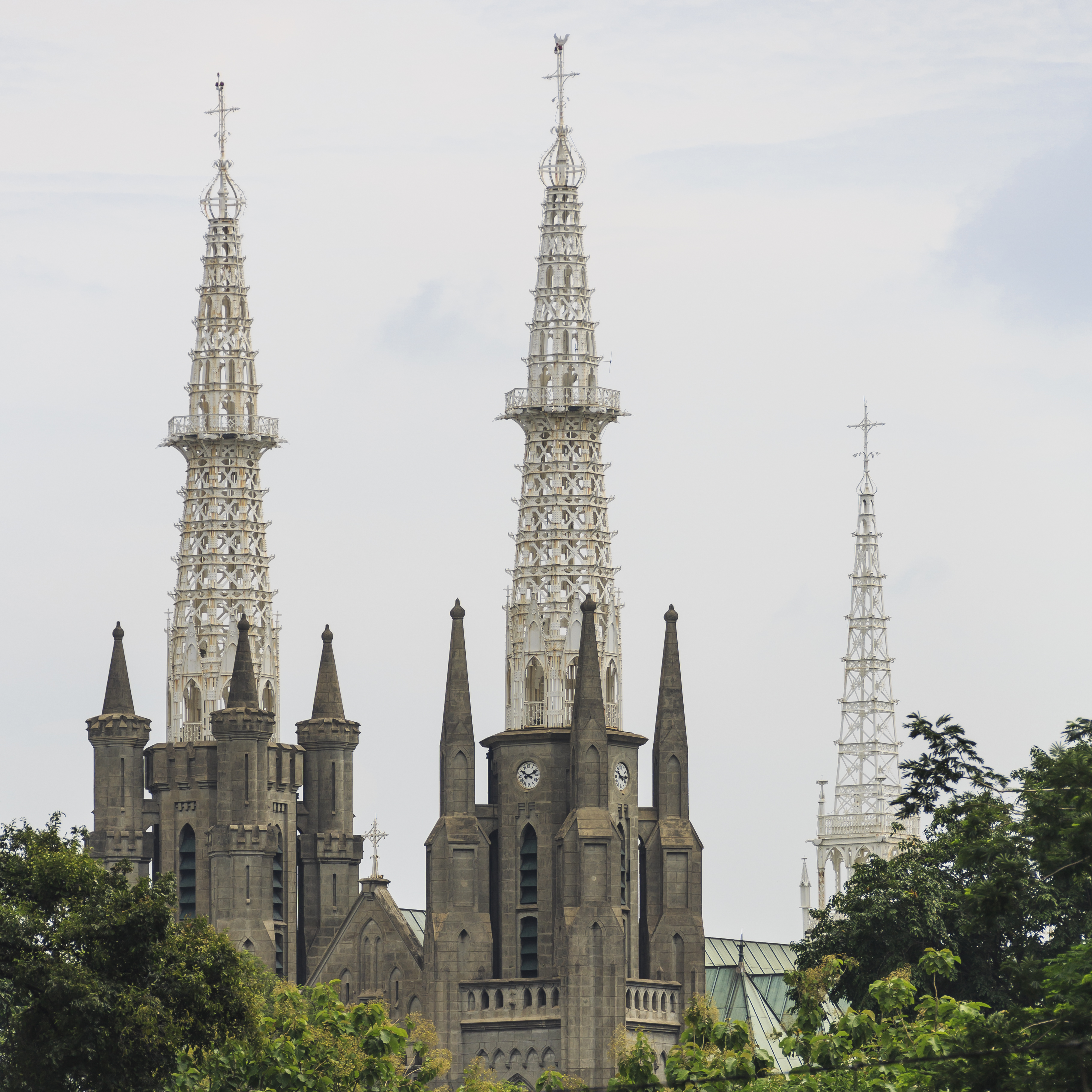
Katedralens tre tornspiror.